# 小行星20632
小行星20632（20632 Carlyrosser）是一颗绕太阳运转的小行星，为主小行星带小行星。该小行星于1999年10月2日发现。

## 轨道参数
小行星20632的轨道半长轴为2.4777493 UA，离心率为0.107。